# Jean-Baptiste Chassignet
Jean-Baptiste Chassignet  (* 1571 in Besançon; † 1635 in Gray (Haute-Saône)) war ein französischer Schriftsteller des Barock.

## Leben und Werk
Chassignet war Sohn eines Arztes. Er studierte in Dole und wirkte als Jurist in Gray. Mit 23 Jahren veröffentlichte er 1594 eine Sammlung von 434 Sonetten, in denen er unter dem Titel Le Mespris de la vie et consolation contre la mort (Die Verachtung des Lebens und Trost wider den Tod) ein monumentales Memento mori entfaltete, dessen Schlüsselvers lautet: „Unser Leben ist nichts als ein ewiger Tod“ (Notre vie n’est rien qu’une mort éternelle). Mit großer Präzision und kräftiger Metaphorik beschreibt der Autor in barocker Manier Misere und Krankheiten des menschlichen Lebens, um den Menschen anzuhalten, sich ausschließlich dem Erwerb der Ewigkeit zu widmen. Seine Dichtung wurde in der Mitte des 20. Jahrhunderts wiederentdeckt und war seitdem Gegenstand intensiver literaturwissenschaftlicher Forschung.

### Ausschnitt aus Sonett 100
La mort n’est pas un mal, mais l’appréhension/Fait estimer la mort comme une passion,/De toutes passions la plus intolérable,/O salutaire Mort, le monde ne serait/Qu’un dolent Ixion, qui toujours tournerait/Si tu n’étais la fin de son mal incurable.
(Der Tod ist kein Übel, aber die Angst lässt ihn als einen Leidensweg erscheinen, als den unerträglichsten von allen. Oh, heilsamer Tod, die Welt wäre nur ein sich ewig drehendes Folterrad, wärest Du nicht das Ende ihres unheilbaren Übels.) 

## Ausgaben
- Le mespris de la vie et Consolation contre la mort, Besançon, N. de Moingesse, 1594.
  - Le Mespris de la vie et Consolation contre la mort. Cent sonnets réimprimés sur l’édition de 1594, hrsg. von Hugues Vaganay, Lyon, Lardanchet, 1914 (Teilausgabe).
  - Le mespris de la vie et Consolation contre la mort. Choix de sonnets, hrsg. von Armand-Léon Müller, Genf, Droz, 1953 (Teilausgabe).
  - Le Mespris de la vie et consolation contre la mort, kritisch hrsg. von Hans-Joachim Lope (* 1939), Genf, Droz, 1967.
- Paraphrases sur les douze petits prophètes du Vieil Testament, Besançon, N. de Moingesse, 1601.
- Paraphrases sur les cent cinquante pseaumes de David, Lyon, Claude Morillon, 1613.

### Handbuchinformation
- Jean-Charles Payen und Jean-Pierre Chauveau, La poésie des origines à 1715, Paris, Armand Colin, 1968, S. 119–120, 168–169  und 410–411.
- Kurt Reichenberger, in: Hauptwerke der französischen Literatur. Einzeldarstellungen und Interpretationen, hrsg. von Irene Schwendemann, München, Kindler, 1976, S. 84.
- Raymond Ortali, « Jean-Baptiste Chassignet », in: Laffont-Bompiani. Le nouveau dictionnaire des oeuvres de tous les temps et de tous les pays. Auteurs, Paris 1994, S. 644–645 (Reihe Bouquins).
- Frank Lestringant, Chassignet, in: Dictionnaire des écrivains de langue française, hrsg. von Jean-Pierre Beaumarchais, Daniel Couty und Alain Rey, Paris, Larousse, 2001, S. 330–331.